# Gmina Bogdanovci

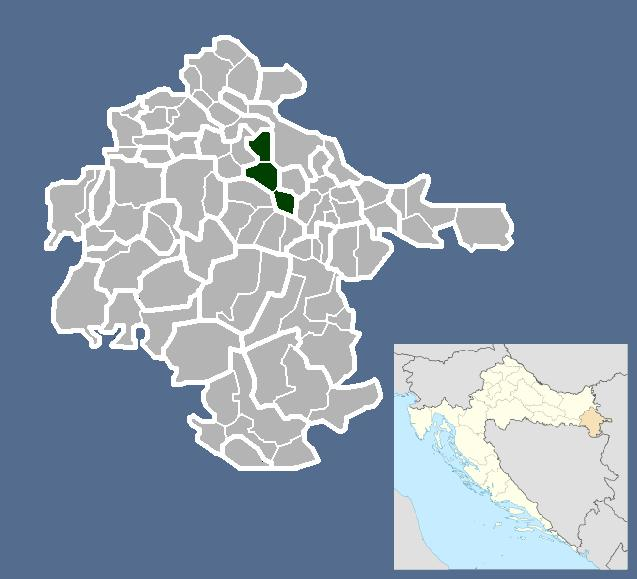
Położenie gminy na mapie żupanii vukowarsko-srijemskiej

Bogdanovci (rusiński: Богдановци) – gmina we wschodniej Chorwacji, w żupanii vukowarsko-srijemskiej.
W skład gminy wchodzą trzy miejscowości – Bogdanovci, Petrovci i Svinjarevci. W 2011 roku liczba ludności w całej gminie wyniosła 1960, a w samej wsi Bogdanovci – 710.
Według danych ze spisu ludności w 2011 roku najliczniejsze grupy etniczne w gminie stanowili: Chorwaci (56%), Rusini (23%) i Serbowie (10%).